# Красна (Заводоуковський міський округ)
Кра́сна (рос. Красная) — присілок у складі Заводоуковського міського округу Тюменської області, Росія.
Населення — 155 осіб (2010, 191 у 2002).
Національний склад станом на 2002 рік:
- росіяни — 89 %